# Глен Хед (Њујорк)
Глен Хед (енгл. Glen Head) насељено је место без административног статуса у америчкој савезној држави Њујорк.

## Демографија
По попису из 2010. године број становника је 4.697, што је 72 (1,6%) становника више него 2000. године.
| Група             | 2000.         | 2010.         |
| Белци             | 4.264 (92,2%) | 4.050 (86,2%) |
| Афроамериканци    | 23 (0,5%)     | 41 (0,9%)     |
| Азијати           | 93 (2,0%)     | 159 (3,4%)    |
| Хиспаноамериканци | 213 (4,6%)    | 380 (8,1%)    |
| Укупно            | 4.625         | 4.697         |